# Cantonul Saint-Gervais-les-Trois-Clochers
Cantonul Saint-Gervais-les-Trois-Clochers este un canton din arondismentul Châtellerault, departamentul Vienne, regiunea Poitou-Charentes, Franța.

## Comune
| Comune                           | Populație (1999) | Cod poștal | Cod INSEE |
| -------------------------------- | ---------------- | ---------- | --------- |
| Antran                           | 1 118            | 86100      | 86007     |
| Leigné-sur-Usseau                | 454              | 86230      | 86127     |
| Mondion                          | 135              | 86230      | 86162     |
| Saint-Christophe                 | 347              | 86230      | 86217     |
| Saint-Gervais-les-Trois-Clochers | 1 323            | 86230      | 86224     |
| Sérigny                          | 297              | 86230      | 86260     |
| Usseau                           | 643              | 86230      | 86275     |
| Vaux-sur-Vienne                  | 590              | 86220      | 86279     |
| Vellèches                        | 371              | 86230      | 86280     |